# بودن (آلبوم)
بودن (به انگلیسی: BE) پنجمین آلبوم کره‌ای‌زبان (در مجموع نهمین آلبوم) گروه پسرانهٔ کره‌ای بی‌تی‌اس است. این آلبوم در ۲۰ نوامبر ۲۰۲۰، توسط بیگ هیت اینترتینمنت و کلمبیا رکوردز، نه ماه پس از آلبوم پیشین گروه، نقشهٔ روح: ۷ (۲۰۲۰) منتشر شد. بودن در واکنش به دنیاگیری کووید ۱۹ ساخته‌شد و الهام‌بخش آن، افکار و احساساتی بود که بی‌تی‌اس حین شکل‌گیری این پروژه تجربه کرد. اعضای گروه در جوانب مختلف این آلبوم، از جمله ترانه‌سرایی، توسعه، تولید، جلوه‌های بصری و کارگردانی آن نقش داشته‌اند.
بودن آلبومی پاپ به‌همراه ترکیبی از ژانرهای هیپ هاپ، ئی‌دی‌ام و دیسکو با عناصری از سینث‌پاپ، نئو سول، فانک، آراندبی، موسیقی دههٔ ۷۰، ۸۰، ۹۰ و دههٔ ۲۰۱۰ است. این آلبوم که به گفتهٔ بی‌تی‌اس «یک نامهٔ امید» است، از موضوعاتی چون تسلی، تنهایی، اضطراب، افسردگی، ناامیدی، بی‌قراری، غم، امید، ارتباط و خوشی سخن می‌گوید.
تک‌آهنگ لید بودن، «زندگی ادامه دارد»، پس از انتشار، در ۱۰۰ آهنگ داغ بیلبورد ایالات متحده شمارهٔ یک شد و به سومین ترانهٔ متوالی بی‌تی‌اس تبدیل شد که رتبهٔ اول این جدول را کسب کرد و نیز در ۱۰ رتبهٔ اول جدول تک‌آهنگ‌های بریتانیا قرار گرفت. این آلبوم در مجموع نقدهای مثبتی را از منتقدین موسیقی دریافت کرد و به‌خاطر اعتبار و سادگیش تحسین شد، درحالی‌که برخی نیز احساسات متناقضی نسبت به آن داشتند و آن را فاقد ماجراجویی یافتند.
بودن پنجمین آلبوم بی‌تی‌اس بود که در بیلبورد ۲۰۰ ایالات متحده اول شد و آن را به سریع‌ترین گروهی تبدیل کرد که پس از بیتلز، در کوتاه‌ترین زمان به پنج آلبوم شمارهٔ یک دست یافت. بی‌تی‌اس همچنین تنها هنرمند علاوه‌بر تیلور سوئیفت بود که بلافاصله پس از انتشار آلبوم خود، به‌صورت همزمان در صدر هر دو جدول ۱۰۰ آهنگ و بیلبورد ۲۰۰ قرار گرفت. این آلبوم همچنین در کانادا، ایرلند، ژاپن، لیتوانی، نیوزیلند، نروژ، کرهٔ جنوبی و منطقهٔ فلاندر بلژیک شمارهٔ یک و در ۱۴ کشور، از جمله استرالیا، فرانسه، آلمان، ایتالیا، هلند، اسکاتلند، سوئد و بریتانیا در ده رتبهٔ اول قرار گرفت.

## عملکرد تجاری

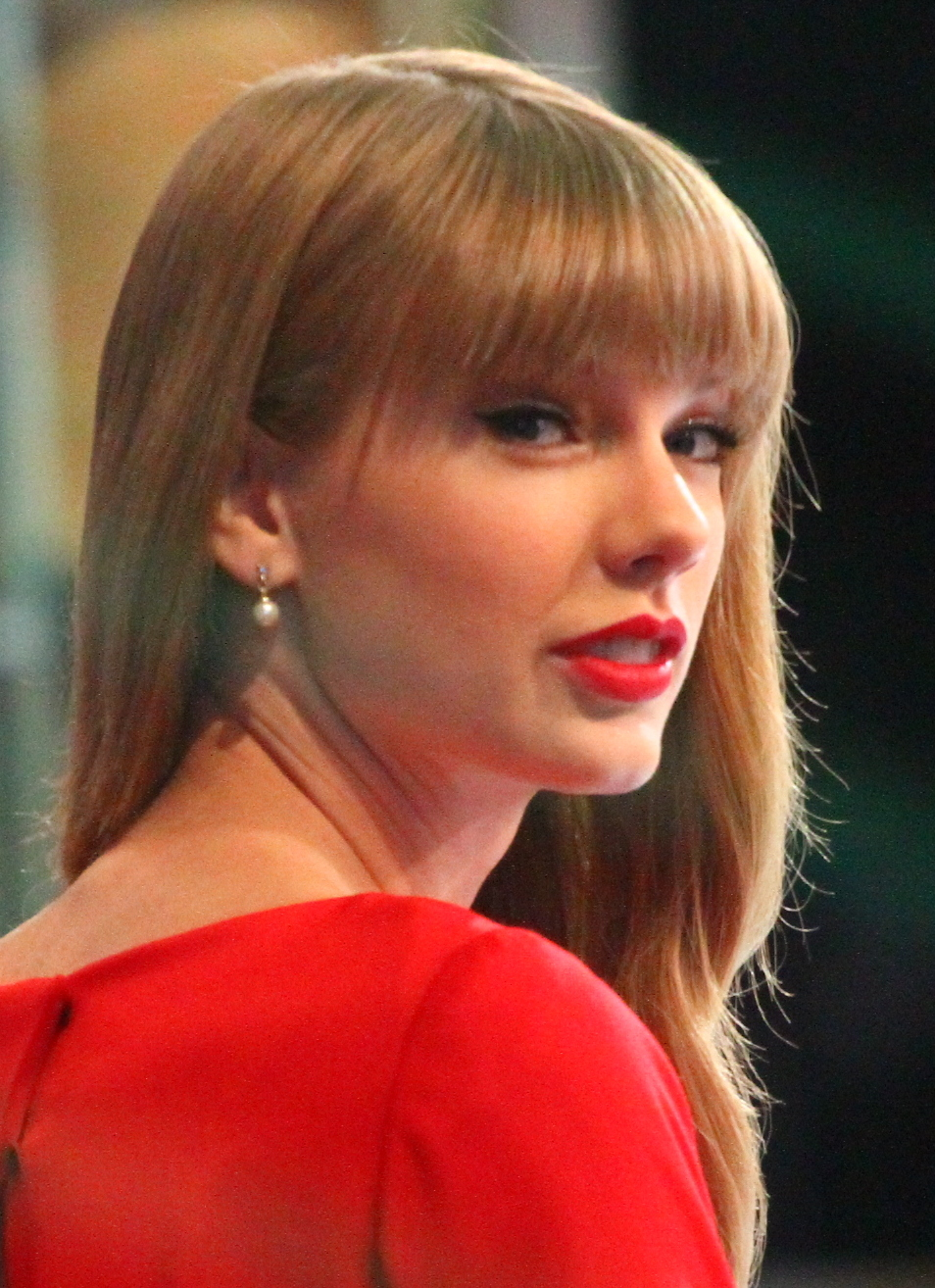
تیلور سوئیفت بود که به‌دنبال انتشار آلبوم و تک‌آهنگش، همزمان در هر دو جدول ۱۰۰ آهنگ و بیلبورد ۲۰۰ اول شد

بودن با فروش ۲۴۲٬۰۰۰ واحد معادل آلبوم (شامل ۱۷۷٬۰۰۰ فروش)، در صدر بیلبورد ۲۰۰ ایالات متحده جای گرفت و به پنجمین آلبوم شمارهٔ یک گروه در ایالات متحده تبدیل شد. بی‌تی‌اس نخستین گروه پس از بیتلز (از ۱۹۶۶ تا ۱۹۶۸) بود که در کوتاه‌ترین بازهٔ زمانی به پنج آلبوم شمارهٔ یک دست یافت. بی‌تی‌اس همچنین نخستین و تنها گروه و دومین هنرمند پس از یانگ‌بوی نور بروک اگین بود که در سال ۲۰۲۰، دو آلبوم صدرنشین در این کشور داشت. تک‌آهنگ لید این آلبوم، «زندگی ادامه دارد»، با ۱۵۰٬۰۰۰ دانلود و ۱۴٫۹ میلیون استریم در ایالات متحده، در ۱۰۰ آهنگ داغ بیلبورد اول شد و سومین شمارهٔ یک گروه پس از «دینامیت» و ریمیکس «عشق وحشی» بود. به این ترتیب، بی‌تی‌اس نخستین گروه در طول ۴۲ سال (از زمان بی جیز) بود که در عرض سه ماه به سه شمارهٔ یک دست یافت. گروه دومین هنرمند پس از آریانا گرانده بود که در سال ۲۰۲۰، سه بار صدرنشین ۱۰۰ آهنگ داغ شد و همچنین به تنها گروهی در تاریخ این جدول تبدیل شد که دو تک‌آهنگش بلافاصله پس از انتشار، در رتبهٔ اول قرار گرفت. «زندگی ادامه دارد» نخستین ترانهٔ غیرانگلیسی‌زبان بود که به‌دنبال انتشار، صدرنشین این جدول شد. بی‌تی‌اس دومین هنرمند تاریخ علاوه‌بر تیلور سوئیفت بود که به‌دنبال انتشار آلبوم و تک‌آهنگش، همزمان در هر دو جدول ۱۰۰ آهنگ و بیلبورد ۲۰۰ اول شد. آن‌ها همچنین نخستین گروه و در کل نهمین هنرمندی بودند که همزمان صدرنشین جداول ۱۰۰ هنرمند، ۱۰۰ آهنگ و بیلبورد ۲۰۰ شدند. هفت قطعه از این آلبوم به‌طور همزمان در جدول ۱۰۰ آهنگ داغ قرار گرفت؛ «زندگی ادامه دارد» و «دینامیت» در ۱۰ رتبهٔ اول، «آبی و خاکستری» در ۲۰ رتبهٔ اول و «بمان» در ۴۰ رتبهٔ اول جای گرفت. این بیشترین تعداد اثر از یک هنرمند کره‌ای بود که همزمان وارد این جدول می‌شد. بودن در کانادا، در جدول آلبوم‌های کانادایی اول شد و چهارمین آلبوم شمارهٔ یک بی‌تی‌اس در این کشور بود. هفت قطعه از این آلبوم وارد جدول ۱۰۰ آهنگ داغ کانادا شد؛ «دینامیت» در رتبهٔ دو و «زندگی ادامه دارد» در رتبهٔ هشت قرار گرفت.
بودن در هفتهٔ اول پس از انتشار، با ۲٫۲۷۴ میلیون کپی فروش در جدول هانتو، در جدول آلبوم‌های گائون کرهٔ جنوبی اول شد. این دومین آلبوم با بیشترین فروش هفتهٔ اول در تاریخ این جدول، پس از آلبوم نقشهٔ روح: ۷ بود. به این ترتیب، بودن به هشتمین آلبوم بی‌تی‌اس تبدیل شد که در این کشور فروش میلیونی داشت. بودن در جدول آلبوم‌های بریتانیا دوم شد و پس از با کریسمس در کنار هم مایکل بال و الفی بو قرار گرفت. این چهارمین آلبوم بی‌تی‌اس بود که در ده شمارهٔ اول بریتانیا جای گرفت. این آلبوم در ایرلند، در صدر جدول آلبوم‌های ایرلندی قرار گرفت و به دومین آلبوم گروه پس از نقشهٔ روح: ۷ تبدیل شد که صدرنشین این کشور شد. به این ترتیب، بی‌تی‌اس نخستین گروه در هشت سال گذشته، پس از وان دایرکشن در سال ۲۰۱۲ و نخستین هنرمند پس از اد شیرن در ۲۰۱۷ بود که دو آلبوم شمارهٔ یک در طول یک سال منتشر کرد. آلبوم در صدر جدول آلبوم‌های نیوزیلند قرار گرفت و سومین صدرنشینی را در این کشور، برای بی‌تی‌اس به ارمغان آورد. بودن همچنین نخستین شمارهٔ یک بی‌تی‌اس در جدول آلبوم‌های نروژی بود. این آلبوم در منطقهٔ فلاندر بلژیک، در رتبهٔ اول جدول ۲۰۰ آلبوم اولتراتاپ قرار گرفت و نخستین آلبوم شمارهٔ یک گروه در این کشور بود. آلبوم در جدول آلبوم‌های ای‌آرآی‌ای استرالیا دوم شد و هفتمین آلبوم گروه بود که در ده شمارهٔ اول این کشور قرار گرفت. بودن در فنلاند، فرانسه، ایتالیا، ژاپن و هلند دوم و در سوئد و منطقهٔ والونی بلژیک سوم شد. این آلبوم همچنین، در رتبهٔ چهار جدول رسمی ۱۰۰ آلبوم برتر آلمان و رتبهٔ پنج آلبوم‌های چک قرار گرفت.
به گزارش ام‌آرسی دیتا در انتهای ۲۰۲۰، بودن با فروش ۲۵۲٬۰۰۰ کپی فیزیکی، پنجمین آلبوم فیزیکی پرفروش سال در ایالات متحده بود. این یکی از دو آلبوم بی‌تی‌اس بود که در ده رتبهٔ اول قرار گرفت؛ آلبوم دیگر نقشهٔ روح: ۷ بود که در رتبهٔ اول جای گرفت و بی‌تی‌اس تنها هنرمندی بود که چندین آلبوم از آن در این فهرست حضور یافت. بودن در کرهٔ جنوبی با فروش کلی ۲٬۶۹۲٬۰۲۲ کپی در کشور، پس از نقشهٔ روح: ۷، در رتبهٔ دوم جدول سالانهٔ آلبوم‌های گائون جای گرفت. ۱۳ آلبوم از بی‌تی‌اس در جدول نهایی ۱۰۰تایی وارد شد و این بیشترین تعداد ورود آلبوم از یک هنرمند در این جدول بود.
به‌دنبال انتشار نسخهٔ ضروری در فوریهٔ ۲۰۲۱ و فروش ۳۶٬۰۰۰ واحد دیگر، بودن باری دیگر به ده رتبهٔ نخست بیلبورد ۲۰۰ بازگشت و در ۶ مارس، در جایگاه هفتم این جدول قرار گرفت. ۲۸٬۰۰۰ کپی از این مقدار، فروش خالص بود و آلبوم برای سومین هفتهٔ غیرمتوالی در جدول فروش آلبوم‌های برتر اول شد. بی‌تی‌اس همچنین به صدر جدول ۱۰۰ هنرمند بازگشت و در مجموع با ۱۶ هفته‌ حضور در این جدول، رکورد بیشترین حضور یک گروه/زوج در این جدول را شکست. آلبوم در ژاپن از ۱۵ تا ۲۱ فوریه، ۹۵٬۸۵۳ کپی دیگر فروخت و باری دیگر در سه رتبهٔ نخست جدول هفتگی آلبوم‌های اوریکون (تاریخ ۱ مارس ۲۰۲۱) جای گرفت و دوم شد. همچنین با مجموع ۱۱۸٬۹۱۲ فروش، در رتبهٔ دوم جدول ماهانهٔ فوریه قرار گرفت. به گزارش بیلبورد در ۲۶ مارس، به دنبال شصت و سومین مراسم جایزه گرمی، فروش ۳۲ آلبوم در هفتهٔ ۱۸ مارس افزایش یافت. بودن دوازدهمین آلبوم پرفروش میان آن‌ها بود و با فروش ۱۵٬۳۰۰ واحد  — افزایش ۶ درصدی — از ۵۰ رتبهٔ نخست بیلبورد ۲۰۰ به ۴۰ رتبهٔ نخست صعود کرد و در رتبهٔ ۳۹ قرار گرفت.

## فهرست ترانه‌ها
| فهرست قطعات بودن | فهرست قطعات بودن                                                                    | فهرست قطعات بودن                                                    | فهرست قطعات بودن                      | فهرست قطعات بودن |
| شماره            | نام                                                                                 | نویسنده(ها)                                                         | تهیه‌کننده(ها)                         | مدت              |
| ---------------- | ----------------------------------------------------------------------------------- | ------------------------------------------------------------------- | ------------------------------------- | ---------------- |
| ۱.               | «زندگی ادامه دارد»                                                                  | آنتونیا آرماتو کریس جیمز جی-هوپ پی‌داگ آر ام روث شوگا                | پی‌داگ                                 | ۳:۲۷             |
| ۲.               | «به سوی اتاقم پرواز کن» (چگونه در اتاقم سفر کنم) (با صدای شوگا، وی، جی-هوپ و جیمین) | کازموس میدنایت جی-هوپ جو فمی گریفیث آراِم شوگا                       | کازموس میدنایت                        | ۳:۴۲             |
| ۳.               | «آبی و خاکستری»                                                                     | هیس نویز جی-هوپ جی سو پارک لیوای متافور آراِم شوگا وی                | جی سو پارک لیوای وی هیس نویز          | ۴:۱۵             |
| ۴.               | «اسکیت»                                                                             | جی-هوپ جیمین جین جونگ کوک آراِم شوگا وی                              | آراِم جین شوگا جی-هوپ جیمین وی جونگ‌کوک | ۳:۰۰             |
| ۵.               | «تله‌پاتی» (برای یک لحظه)                                                            | ال کاپیتان هیس نویز جونگ‌کوک آراِم شوگا                               | ال کاپیتان هیس نویز                   | ۳:۲۲             |
| ۶.               | «بی-ماری» (مرض)                                                                     | گاست‌لوپ آیون جکسون روزنبرگ جی-هوپ جیمین پی‌داگ رندی رانیون آراِم شوگا | براس‌ترکس                              | ۴:۰۰             |
| ۷.               | «بمان» (با صدای آراِم، جین و جونگ‌کوک)                                                | آرستون جین جونگ‌کوک ٰآراِم                                             | آرستون                                | ۳:۲۵             |
| ۸.               | «دینامیت»                                                                           | دیوید استوارت جسیکا آگومبار                                         | استوارت                               | ۳:۱۹             |
| مجموع مدت:       | مجموع مدت:                                                                          | مجموع مدت:                                                          | مجموع مدت:                            | ۲۸:۳۰            |

## جداول و رتبه‌ها

### جداول هفتگی
| جدول (۲۰۲۰)                                | بالاترین موقعیت |
| ------------------------------------------ | --------------- |
| آلبوم‌های استرالیایی (ای‌آرآی‌ای)             | ۲               |
| آلبوم‌های اتریشی (آلبوم‌های او۳)             | ۴               |
| آلبوم‌های بلژیکی (اولتراتاپ فلاندرز)        | ۳               |
| آلبوم‌های بلژیکی (اولتراتاپ والونیا)        | ۱               |
| آلبوم‌های کانادایی (بیلبورد)                | ۱               |
| آلبوم‌های چک (سی‌ان‌اس آی‌اف‌پی‌آی)              | ۵               |
| آلبوم‌های دانمارکی (هیت‌لیستن)               | ۱               |
| آلبوم‌های هلندی (جدول‌های هلند)              | ۲               |
| آلبوم‌های فنلاندی (جدول رسمی فنلاند)        | ۲               |
| آلبوم‌های فرانسوی (اس‌ان‌ئی‌پی)                | ۲               |
| آلبوم‌های آلمانی (۱۰۰ آلبوم برتر رسمی)      | ۴               |
| آلبوم‌های مجارستانی (ماهاز)                 | ۴               |
| آلبوم‌های ایسلندی (تونلیست)                 | ۱۴              |
| آلبوم‌های ایرلندی (شرکت جدول‌های رسمی)       | ۱               |
| آلبوم‌های ایتالیایی (اف‌آی‌ام‌آی)              | ۲               |
| آلبوم‌های ژاپنی (اوریکون)                   | ۱               |
| آلبوم‌های داغ ژاپن (بیلبورد ژاپن)           | ۱               |
| آلبوم‌های لیتوانی (آگاتا)                   | ۱               |
| آلبوم‌های نیوزیلندی (آرام‌ان‌زد)              | ۱               |
| آلبوم‌های نروژی (وی‌جی-لیستا)                | ۱               |
| آلبوم‌های لهستانی (زدپی‌ای‌وی)                | ۱               |
| آلبوم‌های پرتغالی (ای‌اف‌پی)                  | ۱               |
| آلبوم‌های اسکاتلندی (شرکت جدول‌های رسمی)     | ۵               |
| آلبوم‌های کرهٔ جنوبی (گائون)                 | ۱               |
| آلبوم‌های اسپانیایی (پروموزیکائه)           | ۲               |
| آلبوم‌های سوئدی (برترین‌های سوئد)            | ۳               |
| آلبوم‌های سوئیسی (جدول موسیقی سوئیس)        | ۲               |
| آلبوم‌های بریتانیا (شرکت جدول‌های رسمی)      | ۲               |
| بیلبورد ۲۰۰ ایالات متحده                   | ۱               |
| آلبوم‌های موسیقی ملل ایالات متحده (بیلبورد) | ۱               |

| جدول (۲۰۲۰)                         | موقعیت |
| ----------------------------------- | ------ |
| آلبوم‌های بلژیکی (آلتراتاپ والونیا)  | ۱۲۷    |
| آلبوم‌های فرانسوی (اس‌ان‌ئی‌پی)         | ۱۴۲    |
| آلبوم‌های مجارستانی (ماهاز)          | ۵۶     |
| آلبوم‌های ایتالیایی (اف‌آی‌ام‌آی)       | ۹۶     |
| آلبوم‌های ژاپنی (اوریکون)            | ۱۶     |
| آلبوم‌های لهستانی (زدپی‌ای‌وی)         | ۴۳     |
| آلبوم‌های کرهٔ جنوبی (گائون)          | ۲      |
| آلبوم‌های اسپانیایی (پروموزیکائه)    | ۵۳     |
| آلبوم‌های سوئیسی (جدول موسیقی سوئیس) | ۷۶     |

| بررسی جمعی         | بررسی جمعی |
| منبع               | رتبه‌بندی   |
| ------------------ | ---------- |
| انی‌دیسنت‌میوزیک؟    | ۷٫۳/۱۰     |
| متاکریتیک          | ۸۰/۱۰۰     |
| بررسی انتقادی      |            |
| منبع               | رتبه‌بندی   |
| آل‌میوزیک           | [ ۲۰ ]     |
| کلش                | ۷/۱۰       |
| کانسکوئنس آو ساوند | +B         |
| اکسکلیم!           | ۹/۱۰       |
| ایندیپندنت         | [ ۱۱ ]     |
| لس آنجلس تایمز     | [ ۸۴ ]     |
| ان‌ام‌ئی             | [ ۸ ]      |
| پیچفورک            | ۷/۱۰       |
| رولینگ استون       | [ ۱۹ ]     |
| مجله اسلنت         | [ ۱۷ ]     |

## گواهی‌نامه‌ها و فروش‌ها
| منطقه                | گواهی      | واحد گواهی‌شده/فروش |
| -------------------- | ---------- | ------------------ |
| ژاپن (آرآی‌ای‌جی)      | پلاتین     | ۲۵۰٬۰۰۰            |
| ایتالیا (اف‌آی‌ام‌آی)   | طلا        | ۲۵٬۰۰۰             |
| لهستان (زدپی‌ای‌وی)    | طلا        | ۱۰٬۰۰۰             |
| کرهٔ جنوبی (کی‌ام‌سی‌ای) | ۳ × میلیون | ۳٬۰۰۰٬۰۰۰          |
| ایالات متحده         | —          | ۱۷۷٬۰۰۰            |

## تاریخچهٔ انتشار
| منطقه | تاریخ          | قالب                       | ناشر           | منبع   |
| ----- | -------------- | -------------------------- | -------------- | ------ |
| مختلف | ۲۰ نوامبر ۲۰۲۰ | سی‌دی دانلود دیجیتال استریم | بیگ هیت کلمبیا | [ ۹۰ ] |

## واژه‌نامه
1. ↑  Essential Edition
2. ↑  Fly To My Room, 내 방을 여행하는 법; Nae bang-eul yeohaenghaneun beob [lit. "How to travel in my room"]
3. ↑  Skit
4. ↑  Telepathy, 잠시; Jamsi [lit. "For a moment"]
5. ↑  Dis-ease, 병; Byeong [lit. "Illness"]
6. ↑  Stay